# Тукоджи Рао Холкар II

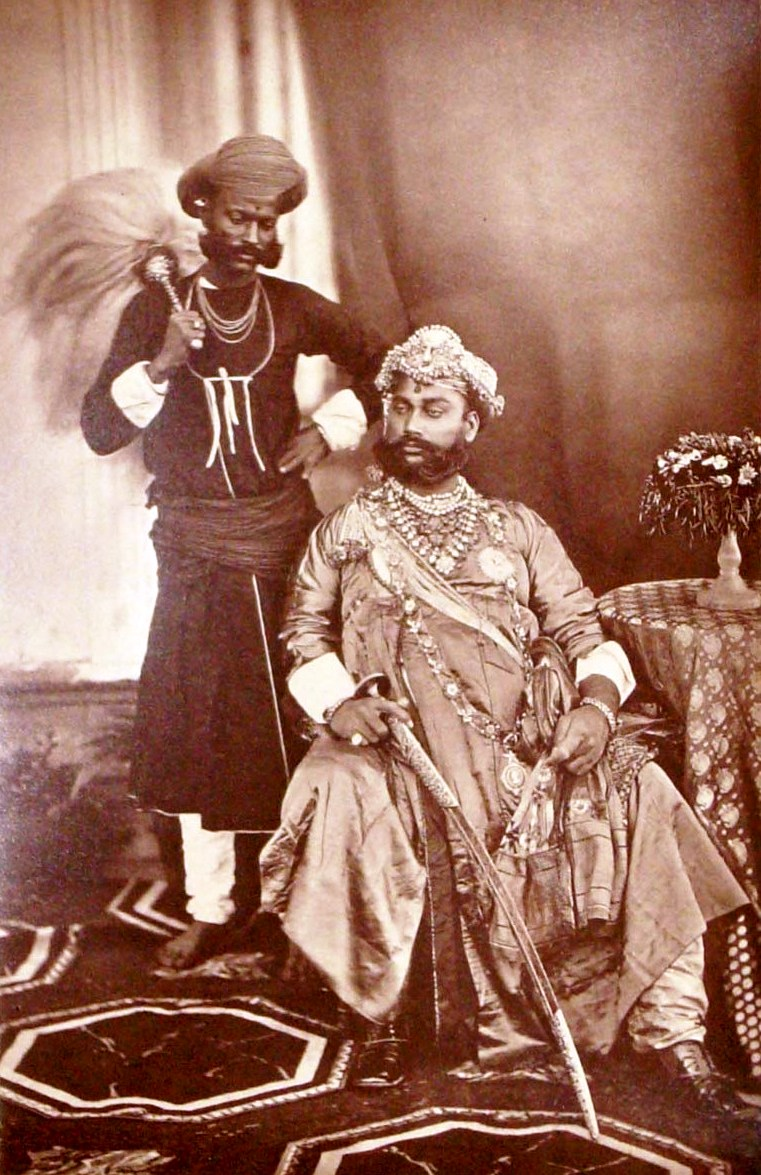
Тукоджи II, махараджа Индаура в 1877 году

Махараджадхирадж Радж Раджешвар Саваи Шри сэр Тукоджи Рао II Холкар XI Бахадур (хинди तुकोजीराव होलकर द्वितीय; 3 мая 1835 — 17 июня 1886) — 11-й махараджа Индаура из династии Холкар (23 июня 1844 — 17 июня 1886).

## Биография
Родился 3 мая 1835 года в Нойгурадии, недалеко от Мхоу. Его имя при рождении было Шримант Юкаджи Джасвант Холкар. Он был вторым сыном раджи Шриманта Сантоджи Рао Холкара, из побочной ветви династии Холкар.
После смерти Кханде Рао Холкара II в 1844 году бывший махараджа Мартанд Рао Холкар претендовал на трон для себя, но его просьба, поддержанная многими дворянами, не была удовлетворена британцами. Кришна Бай Холкар Сахиба, одна из вдов Яшванта Рао Холкара, предложила имя младшего сына Бхао Сантоджи Холкара (дяди Мартанда Рао). Предложение было принято, и 23 июня 1844 года 12-летнему Джасванту Холкару было присвоено царское имя Тукоджи Рао Холкар II.
Регентский совет, контролируемый резидентом, продолжался. В возрасте 16 лет, в 1848 году, Тукоджи Рао II начал официально участвовать в правительстве. Кришна Бай умер в 1849 году, и Тукоджи еще больше расширил свое участие в делах и вскоре получил все полномочия (8 марта 1852 года) по достижении 20-летнего возраста. В этот период было проведено много реформ.
В 1846 году он женился на Махарани Шримант Акханд Субхагьявати Мхалсе Бай Сахиб Холкар (известной как Рухма Бай, которая умерла от холеры в Индауре в июне 1848 года). После её смерти он женился на Махарани Шримант Акханд Субхагьявати Бхагиратхи Бай Сахиб Холкар и Махарани Шримант Акханд Субхагьявати Радха Бай Сахиб Холкар. Во время Индийского восстания 1857 года княжество Индаур сохранило верность британской стороне.
51-летний Тукоджи Рао Холкар II скончался в Махешваре 17 июня 1886 года, и ему наследовал его старший оставшийся в живых сын Шиваджирао Холкар, родившийся в 1859 году (первые два сына умерли в 1854 и 1857 годах). У махараджи было четверо сыновей и две дочери:
- Махараджкумар Шримант … Рао Холкар Бахадур (28 декабря 1853 — 4 апреля 1854)
- Махараджкумар Шримант Джанрао Холкар Бахадур (+ 20 февраля 1857)
- Махараджкумар Шримант Шиваджирао Холкар Бахадур (11 ноября 1859 — 13 октября 1908), махараджа Индаура (1886—1903)
- Махараджкумар Шримант Йешвантрао Холкар Бахадур (17 февраля 1860 — 23 июля 1890)
- Махараджкумари Шримант Кешрибай Радж Сахиб Холкар (октябрь 1852 — июнь 1853)
- Махараджкумари Шримант Ситабай Радж Сахиба

Также у махараджи был внебрачный сын от мусульманки:
- Махарадж Шримант Ядаврао Холкар (Бхайя Сахиб) (род. март 1874).